# Козлов, Владимир Владимирович (писатель)
Влади́мир Влади́мирович Козло́в (род. 10 марта 1972, Могилёв, Белорусская ССР, СССР) — российский и белорусский писатель, переводчик, журналист, сценарист и режиссёр.

## Биография
Родился 10 марта 1972 года в Могилёве.
Окончил среднюю школу, поступил в Могилёвский машиностроительный институт, откуда ушёл после третьего курса. Несколько лет жил в Минске, окончил Минский лингвистический университет по специальности «английский язык», затем школу журналистики при Университете штата Индиана в Блумингтоне. Работал переводчиком, журналистом, редактором. В 2000-2022 годах жил в Москве.

## Творчество

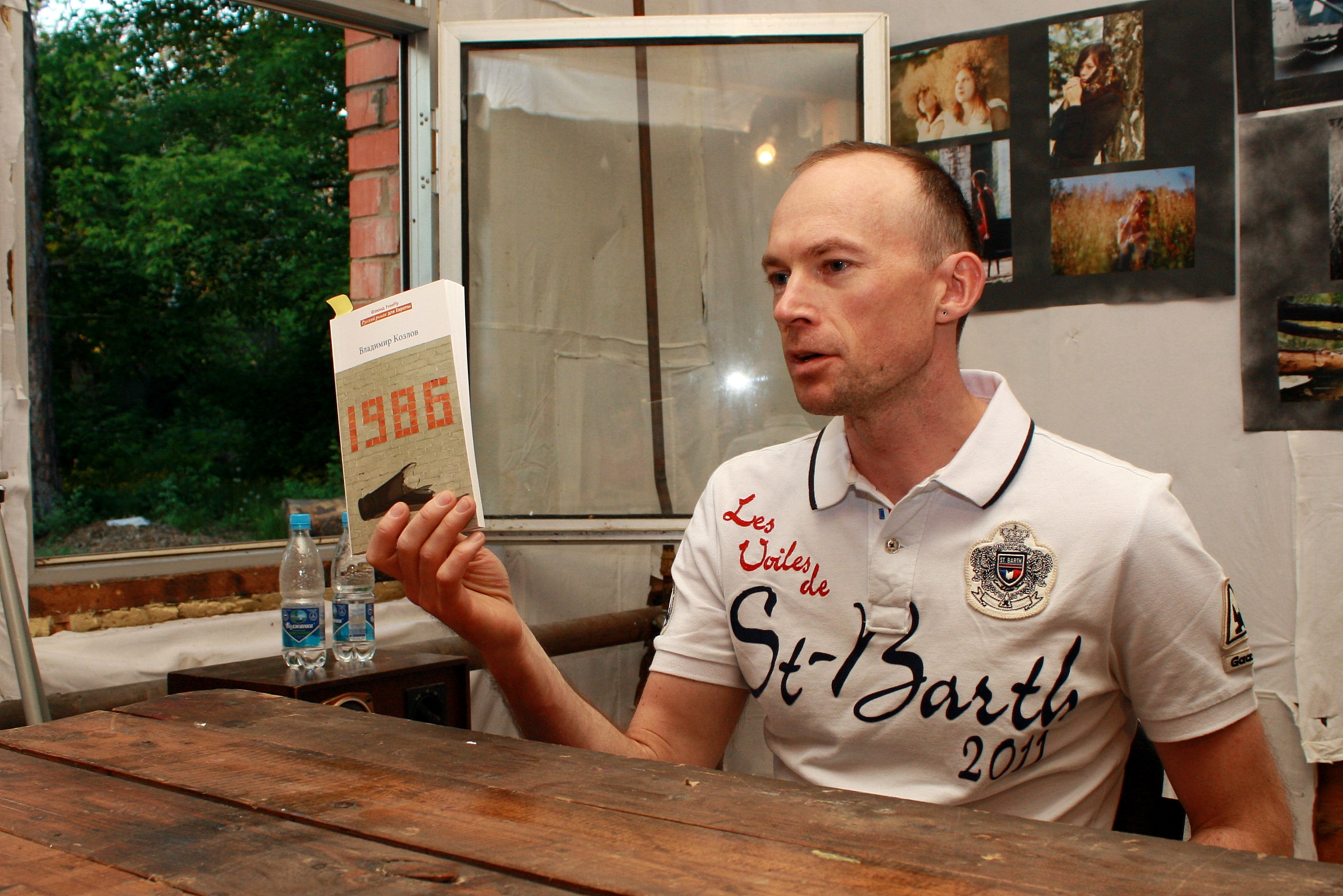
Владимир Козлов на презентации романа «1986» в г. Тольятти

Пишет прозу с 1998 года. В 2013 году дебютировал в кинорежиссуре фильмом «Десятка», снятым по мотивам собственной одноимённой повести. Фильм получил бронзовый приз российской программы на международном фестивале кинематографических дебютов «Дух огня» в феврале 2013 года. В 2014 году вышел документальный фильм Козлова «Следы на снегу» о сибирском панк-роке 1980-х годов, а в 2015 году — полнометражный игровой фильм «Кожа». Третий полнометражный игровой фильм Владимира Козлова «Аномия» участвовал в официальной программе кинофестиваля «Движение» в апреле 2016 года, а в октябре 2016 года был удостоен специального упоминания жюри конкурса «Свободный дух» Варшавского международного кинофестиваля. С ноября 2020 года по сентябрь 2021-го выпускал подкаст о жизни в СССР под названием "Всё идёт по плану".

## Отзывы
В 2002 году издание "НГ Ex Libris" назвало сборник «Гопники» лучшей книгой года в категории "Русская проза" (вместе с книгой Леонида Костюкова "Великая страна") 
В 2005 году книга «Гопники» вошла в число «50 самых ярких дебютов в прозе начала третьего тысячелетия» по версии газеты «Литературная Россия»
Кинокритик Ярослав Солонин определяет произведения Владимира Козлова как «грязный реализм» или «гиперреализм», ставя его в один ряд с такими авторами, как Эдуард Лимонов, Чарльз Буковски, Ирвин Уэлш и Луи-Фердинанд Селин.

## Фильмография
- 2004 — Игры мотыльков (сценарист)
- 2013 — Десятка (режиссёр, сценарист)
- 2014 — Следы на снегу (документальный) (режиссёр, сценарист)
- 2015 — Кожа (режиссёр, сценарист)
- 2016 — Аномия (режиссёр, сценарист)
- 2019 — Как мы захотим (режиссёр, сценарист)
- 2020 — Три товарища (режиссёр, сценарист)
- 2022 — Лето 1989 (режиссёр, сценарист)

## Награды и номинации
- 2003, 2011, 2013, 2016, 2019 — премия «Национальный бестселлер» (длинный список)[10]
- 2010, 2013 — премия «Нонконформизм» (короткий список)[11]
- 2011 — премия «Большая книга» (длинный список)[12]
- 2011 — премия имени Юрия Казакова за лучший рассказ года (длинный список, рассказ «Мандарины»)[13]
- 2011, 2012 — премия GQ «Человек года», категория «Литература» (номинация)
- 2012 — премия Ивана Петровича Белкина за лучшую повесть (длинный список, повесть «Десятка»)[14]
- 2013 — бронзовый приз «Цветы таёжной надежды» кинофестиваля «Дух огня» (за фильм «Десятка»)[15]
- 2013 — литературная премия НОС (длинный список, книга «Свобода»)[16]
- 2013 — премия «Сделано в России», категория «Литература»[17]
- 2016 — специальное упоминание жюри Варшавского кинофестиваля (за фильм «Аномия»)[18]
- 2024 — премия беларуских кинокритиков "Чырвоны верас" в категории "Лучший сценарий" (за фильм "Лето 1989") [19], номинация в категории "Лучший полнометражный игровой фильм" [20]